# Saba comorensis
Espèce
Saba comorensis est une espèce de plantes de la famille des Apocynaceae.

## Description

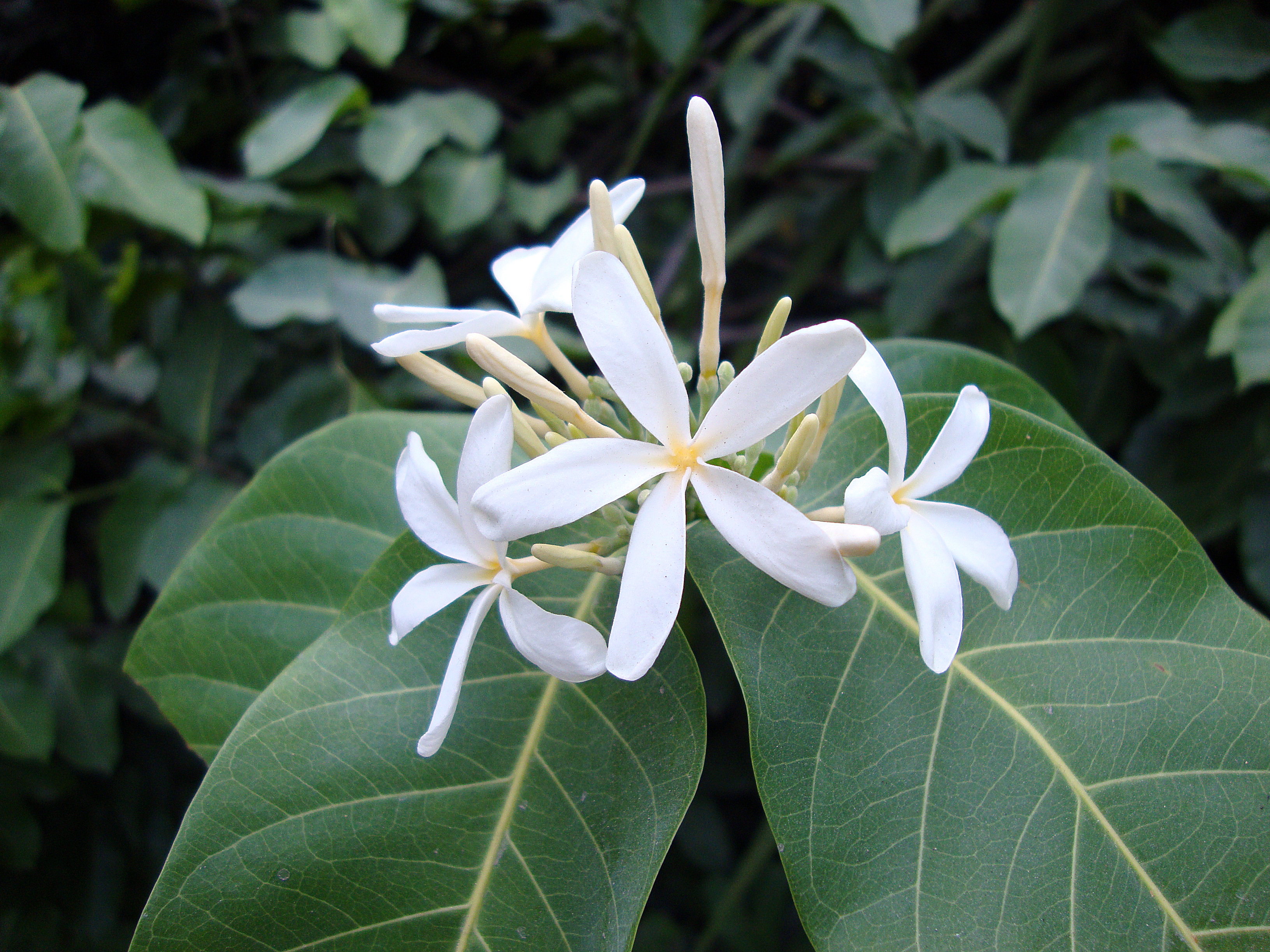
Fleur de Saba comorensis.

Saba comorensis, le bungo (pl. Mabungo), ou mbungo en swahili ou la vigne en caoutchouc est une plante grimpante répandue dans la plupart des pays d'Afrique tropicale, ainsi qu'à Madagascar et aux Comores. Il pousse en Tanzanie, par exemple sur les îles de Pemba et de Zanzibar dans l'océan Indien.
Cette liane peut mesurer plus de 20 m de long. Elle produit un latex collant quand on la coupe.
Saba comorensis présente des feuilles vertes, simples et opposées. Elles sont elliptiques et sessiles avec un bord entier, à base arrondie, à extrémité obtuse ou arrondie, mesurant de 7 à 16 cm de long sur 4 à 8 cm. 
Saba comorensis présente des fleurs très parfumées à cinq pétales de couleur blanche. Les fleurs s'organisent en ombelles à terminaisons courtes, leurs corolles sont tubulaires, avec une gorge jaune et des pétales blancs. 
Le fruit mesure 4-8 cm de long et 3.5-6 cm de large. D'abord vert, il vire au jaune orangé avec une peau d'orange dure. Une fois ouvert, il contient une douzaine de pépins marron foncé, qui ont la même texture qu'une graine de mangue avec les fibres et le jus enfermés dans ces fibres. Le fruit donne également un jus délicieux au goût de mangue, orange et ananas. Le jus aromatique du Bungo est très populaire et très apprécié en Tanzanie. 
S. comorensis est dispersé par les chimpanzés dans le parc national des monts Mahale en Tanzanie.
On le retrouve aussi en Afrique de l'Ouest (Sénégal, Burkina faso), lui ou un fruit voisin, le made Saba senegalensis.
L'espèce ne fructifie pas chaque année. La période de floraison de cette plante envahissante est assez variable. Elle débute en octobre au Burkina faso et en février en Tanzanie.